# 双泡子站
双泡子站是位于内蒙古自治区通辽市双泡子镇的一个铁路车站，邮政编码28036。车站建于1980年，有通霍铁路经过该站，现办理客货运业务，车站及上下行区间均於2016年11月實施电气化。车站距离通辽站25公里，隶属沈阳铁路局，是三等站。